# Zgrada Glazbene škole u Tuzli
Zgrada Glazbene škole u Tuzli jedno je od najznačajnijih ostvarenja Franje Lavrenčića, arhitekta koji je utjecao na razvitak suvremene arhitekture na tlu Bosne i Hercegovine.

## Položaj
U središtu je Tuzle, 200 metara sjeverno od Trga Slobode, u ulici Ludviga Kube br. 1, okružena zelenom površinom. Ka sjeveru se uzdiže Trnovačka padina, gdje je smješteno stambeno naselje. Nalazi se pored sjeverne prometnice, nedaleko od Skvera i Panonskih jezera.

## Povijest
Zgrade je izgrađena na mjestu koje je u osmanskim vremenima bilo urbano. U osmanskom razdoblju lokacija je bila između vojne utvrde i Džindić mahale. Dolaskom austro-ugarske vlasti, potkraj 19. stoljeća Austro-Ugarska vlast je ovdje sagradila zgradu Financijske uprave i uredila zelenu površinu – Elizabetin park. Na mjestu ove zgrade sagrađena je zgrada Glazbene škole.
Prvotno je zgrada bila projektirana za potrebe Socijalističkog saveza radnog naroda (SSRN) – Kotarski odbor Tuzla. Nacrte je nacrtao jedan Franjo Lavrenčić, jedan od značajnih projektanata moderne u Bosni i Hercegovini u razdoblju između dvaju svjetskih svjetskih ratova. Lavrenčića ga je projektirao u duhu moderne i zgrada je i izgrađena u tom duhu. Stilski pripada prijelazu između drugog i trećeg razdoblja suvremene arhitekture Bosne i Hercegovine, sukladno periodizaciji koju je predložio Ivan Štraus u svojoj studiji Arhitektura Bosne i Hercegovine 1945.
Projekt za zgradu napravljen je 1953. godine, pod pokroviteljstvom projektnog biroa GP „Lukavac”, gdje je Lavrenčić bio glavni projektant. Lavrenčić potpisuje i Tehnički opis iz 1955. godine. Projekt elektroinstalacija je izrađen travnja 1958. godine. Projekt je izveden do početka 1959. godine. Prvi je put zgrada adaptirana odmah po izgradnji 1959. godine, kad je Glazbena škola počela s radom. Tad su uredski prostori namijenjeni službenicima SSRN-a preuređeni u glazbeničke kabinete, dok su dvorane za sastanke preuređene u zbornice odnosno učionice. 1967. godine postavljene su instalacije centralnog grijanja. Iste godine napravljene je projekt prema kojem je škola interijerski opremljena.
Neprocjenjive je tradicije za grad. Slijeganje tla velik je problem u Tuzli. Nije zaobišao ni zgradu Škole. Zbog toga se vidno izobličio pod prizemlja te je 1980-ih statički i geomehanički ispitivana. Bušeni su dijelovi pod i radilo se konstruktivnu sanaciju.
Prije nekoliko godina tlo se sleglo i rješenjem Službe za inspekcijske poslove Inspektorata za građevinarstvo Općine Tuzla objekt je ocijenjen ugroženim te je škola iseljena. Nakon toga o zgradi više nitko nije skrbio. Zbog nebrige i nedomaćinskog, bahatog i urbicidnog ponašanja, zgrada je danas u ruševnom stanju. Propadanje svakim danom sve je veće. Fasada je išarana i dijelovi otpadaju, a prozori i stakla su razbijeni. Po objektu su ostasle poruke koje su stavili nepoznati građani, a koji pozivaju da se spasi i sačuva objekt.
Zbog slijeganja terena objekt je oštećen. Kategorija oštećenja je 3. i 4., srednje do jako oštećeni objekt. Na nosivoj konstrukciji su slabije izražene pukotine. Kriterij ispucalosti ne kategorizira zgradu teže konstruktivno oštećenu. Slijeganje terena najviše je pogodilo zgradu u pravcu jug-jugoistok, u kojem se pravcu zgrada nagnula. Najveća denivelacija sjevernog i južnog dijela zgrade jest 1,27 m. U odnosu na okomitu os, zgrada se pomaknula za oko 5 stupnjeva zbog čega se smatra neuvjetnom za predviđenu namjenu. Zbog dotrajalosti dijela limenog krovnog pokrova atmosferska vlaga prodire u zgradu.

## Osobine
Tlocrt je oblika isječka kružnog prstena podijeljenog na pet dijelova širine po 9° (ukupno 45°) gdje su smješteni nosivi stubovi. Glavni ulaz je na južnoj strani. Dužina manjeg luka na južnoj strani je 20,74 m, a dužina većeg luka na sjeveru iznosi 35,26 m. Dužina bočnih stranica na istoku i zapadu je po 16,65 m, računajući katni konzolni istak širine 2,60 m. Katnost objekta iznosi Sut+P+1, a visina objekta na južnoj strani, računajući od kote predulaznog podesta je 11,25 m. 

## Zaštita
Zgrada nije upisana u registar spomenika kulture niti tretirana u Elaboratu kulturno-povijesnog i prirodne baštine za zaštitu područja Tuzle, među nekoliko desetina dobara građevinske baštine. Bila je pokrenuta peticija da se zgrada proglasi nacionalnim spomenikom Bosne i Hercegovine. Prijedlog/peticiju Povjerenstvu podnijela je Sunčica Kuzmić iz Tuzle dana 4. rujna 2012. godine. Povjerenstvo za očuvanje nacionalnih spomenika BiH na sjednici održanoj od 2. do 4. rujna 2013. godine odbilo je peticiju. Povjerenstvo je bilo u sastavu: Zeynep Ahunbay, Martin Cherry, Amra Hadžimuhamedović, Dubravko Lovrenović i Ljiljana Ševo. Odbijena je Odlukom je rečeno da ne ispunjava Kriterije za proglašenje dobara nacionalnim spomenicima.
Konstruktivni sustav objekta oštećen je neprekidnim slijeganjem terena zbog čega je zgrada izgubila integritet. Uzrok tonuća nije uklonjen i time nije moguće sanirati zgradu. Bilo kakvi pokušaji provedbe bilo kakvog plana sanacije ne bi uspjeli spasiti zgradu od razaranja, zbog čega ju nije moguće zaštititi kao pojedinačni spomenik od značaja za Bosnu i Hercegovinu, usprkos njenoj vrijednosti.

## Vanjske poveznice
- Povjerenstvo za očuvanje nacionalnih spomenika Fotografija arhiv